# Odontophora mercurialis
Odontophora mercurialis är en rundmaskart som beskrevs av Christian Wieser 1959. Odontophora mercurialis ingår i släktet Odontophora och familjen Axonolaimidae. Inga underarter finns listade i Catalogue of Life.